# ダイオウウミサソリ科
ダイオウウミサソリ科（またはプテリゴトゥス科、学名: Pterygotidae）は、ウミサソリの分類群（科）の1つ。腕のように張り出した大きな鋏角が特徴的で、シルル紀とデボン紀にかけて生息した。プテリゴトゥス、アキュティラムスやイェーケロプテルスなど、体長1mを超えるほど巨大で、既知最大級の節足動物として有名な種類が含まれる。

## 形態

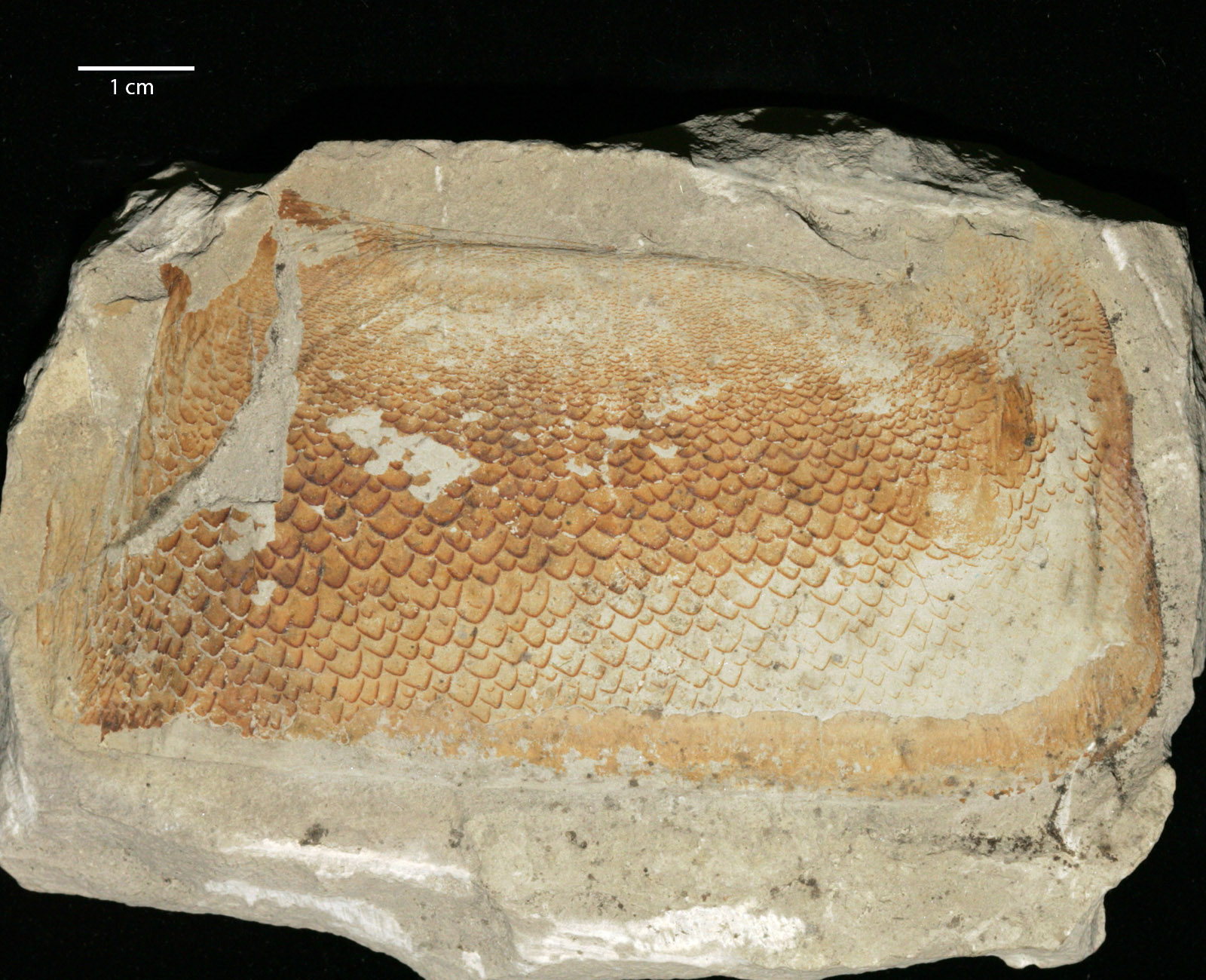
エレトプテルスの背板

外骨格は薄く石灰化しておらず、鱗状の表面をもつ。体は腹背に扁平で、他のウミサソリ類と同様、前体（prosoma、頭胸部）と後体（opisthosoma、腹部）という2つの合体節に分かれている。なお、本群は強大な鋏角・単調な第1-4脚・分節のない生殖肢・へら状の尾節など、他に類が見られない特徴の組み合わせでそれ以外のウミサソリ類から容易に区別できる。

### 前体

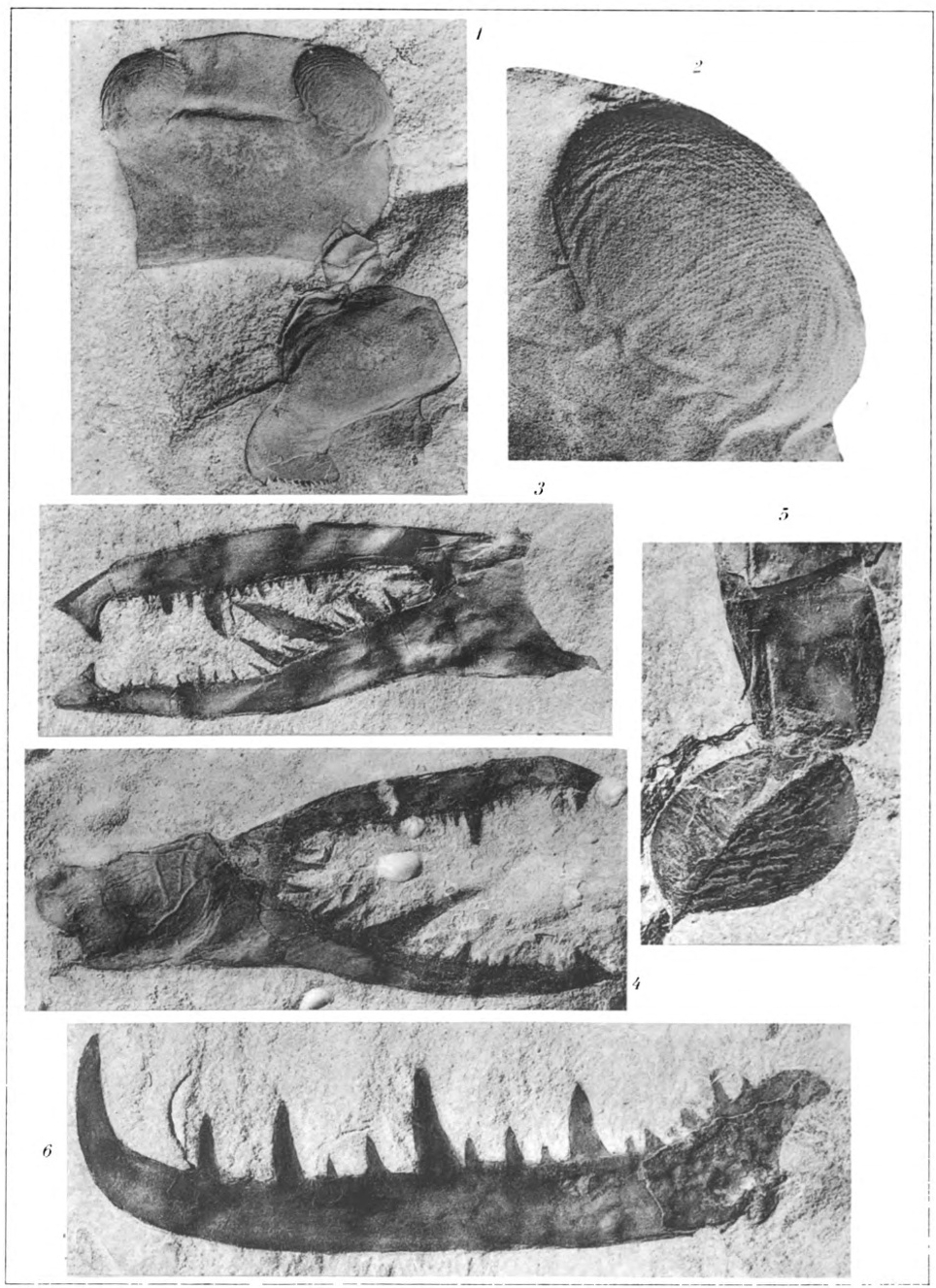
アキュティラムスの背甲（左上）・複眼（右上）・鋏角の鋏（左中2枚）、およびプテリゴトゥスの鋏角の可動指（下）

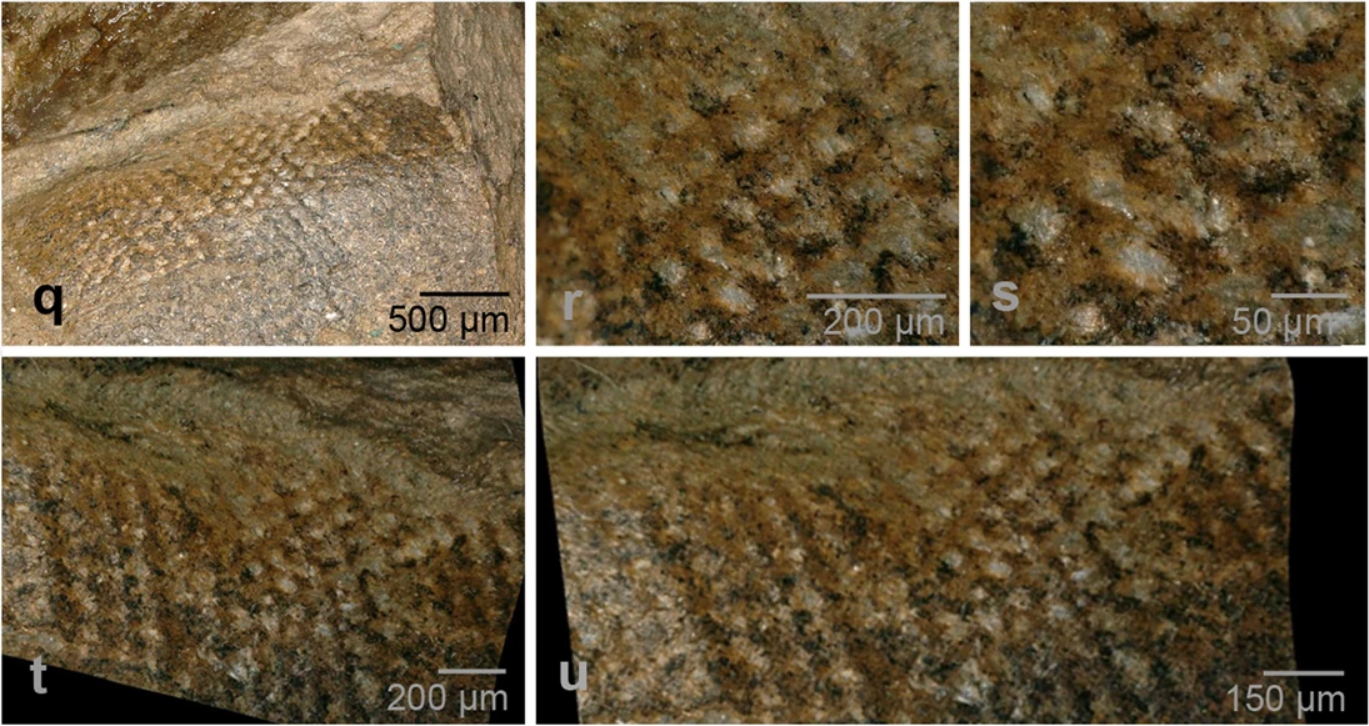
イェーケロプテルスの複眼
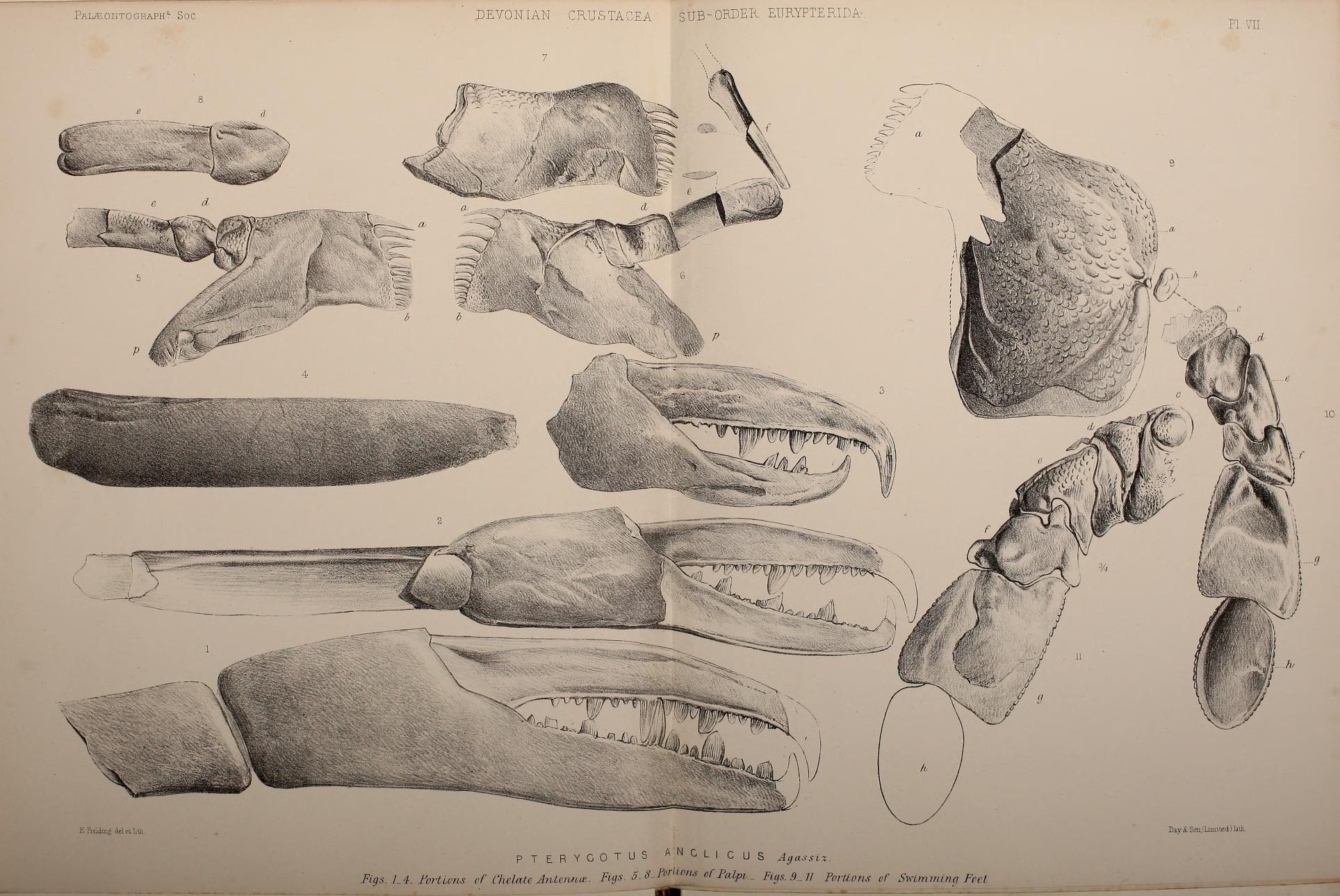
プテリゴトゥスの鋏角（左下）、歩脚（左上）と遊泳脚（右）
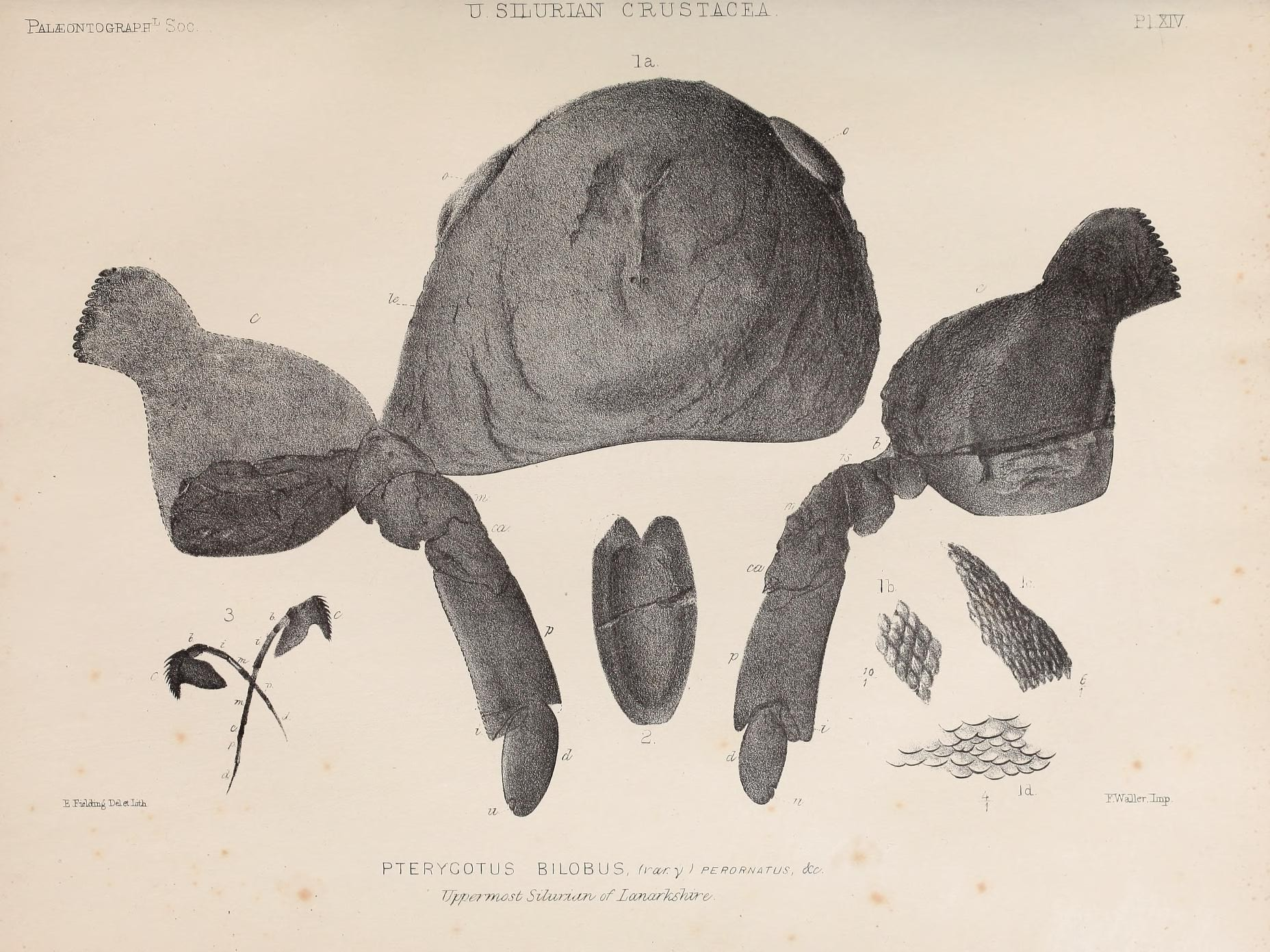
エレトプテルスの背甲（中上）、歩脚（左下）、遊泳脚（左右）と下層板（中下）

他のウミサソリ類と同様、6対の付属肢（関節肢、1対の鋏角と5対の脚）をもつ前体は1枚の背甲（carapace, prosomal dorsal shield）に覆われ、それぞれ1対の複眼と単眼（側眼と中眼）をもつ。背甲の形は属によって丸みを帯びた台形もしくは四辺形で、楕円形で大きな複眼はその両前端に配置される。それぞれの複眼は、六角形で規則的に並んだ1,000から4,000個ほどの個眼によって構成される。背甲腹面の縁辺部から内側に折り返した外骨格（ventral plates, doublures, epistoma）は前縁のみにあり、横で3枚に分かれる。

#### 鋏角
通常のウミサソリ類で背甲の下に隠れるほど小さな鋏角（chelicerae）とは異なり、本群の鋏角は異様に発達し、基部1節を含んだ柄部と先端2節（途中の掌部と不動指、先端の可動指）を含んだ鋏は腕のように長く伸びて、柄部は鋏より少し長い。鋏角が不明のもの（例えばシウルコプテルス）を除き、本群は知る限りどの種の鋏角も不動指と可動指は内側に大小の歯（denticle）が並んでおり、その形態は属・種・成長段階によって異なる。特に可動指は、掌部に入り込んだ基部までにも歯が生えている。柄部の付け根は他のウミサソリ類と同様、前体先端付近の上唇（labrum）と口上板（epistome）の複合体に関節していたが、強大な鋏に反して異様に単調で細いため、元は（化石には保存されない）大面積の節間膜などで支えられたと考えられる。
本群の鋏角の柄部に関して Kjellesvig-Waering 1964 で2肢節があると解釈されたが、その文献記載に「前半部の肢節」と考えられた部分は、おそらく単に前体から引っ張り出した内部組織（筋肉に連結し、関節肢の腱に当たる内骨格 internal tendon）である。更に古い文献記載では、柄部が破損した化石標本に基づいて、この柄部が数多くの肢節があると誤解釈されることもあった。

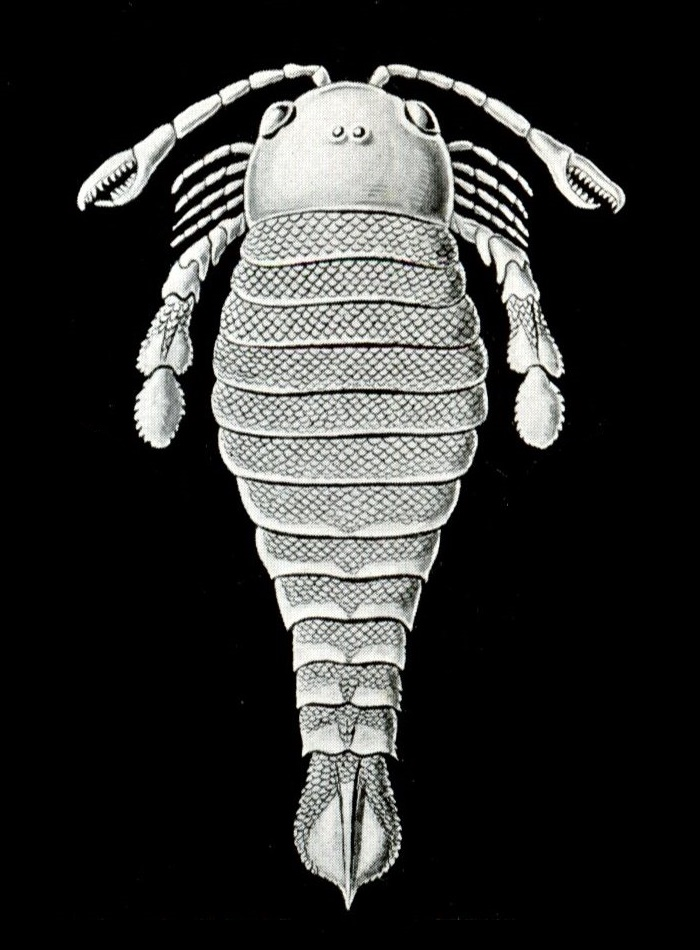
鋏角の柄部が数多くの肢節があるように誤解釈されたプテリゴトゥスの旧復元図

#### 脚
付け根（基節）に顎基（gnathobase）を有する5対の脚のうち第1-4脚は単調で、特に顕著な突起物はなく、あったとしてもシウルコプテルスに見られる目立たない鋸歯くらいである。歩脚のうち後3対（第2-4脚）はほぼ同形で細長く、最初の1対（第1脚、触肢 pedipalp）は著しく短縮している（プテリゴトゥスとイェーケロプテルスの第1脚の詳細は未だに不明で、通常では第2-4脚と同じく細長く復元されているが、実際には前述のような短い脚であったと考えられる）。これらの脚の位置について、古くは背甲の左右に沿って第5脚まで等間隔に並ぶと考えられたが、正確には全てが前体の前半に集約し、第5脚から大きく離れたとされる。
第5脚はほとんどのウミサソリ亜目（Eurypterina）の種類と同様、パドル状の遊泳脚に発達していたが、同亜目の別群に比べると体に対してやや小さく、伸ばしても先端が後体の第4背板を超えない程度である。遊泳脚の基節は、直後にある生殖口蓋の前端を覆うほど幅広い。

### 後体

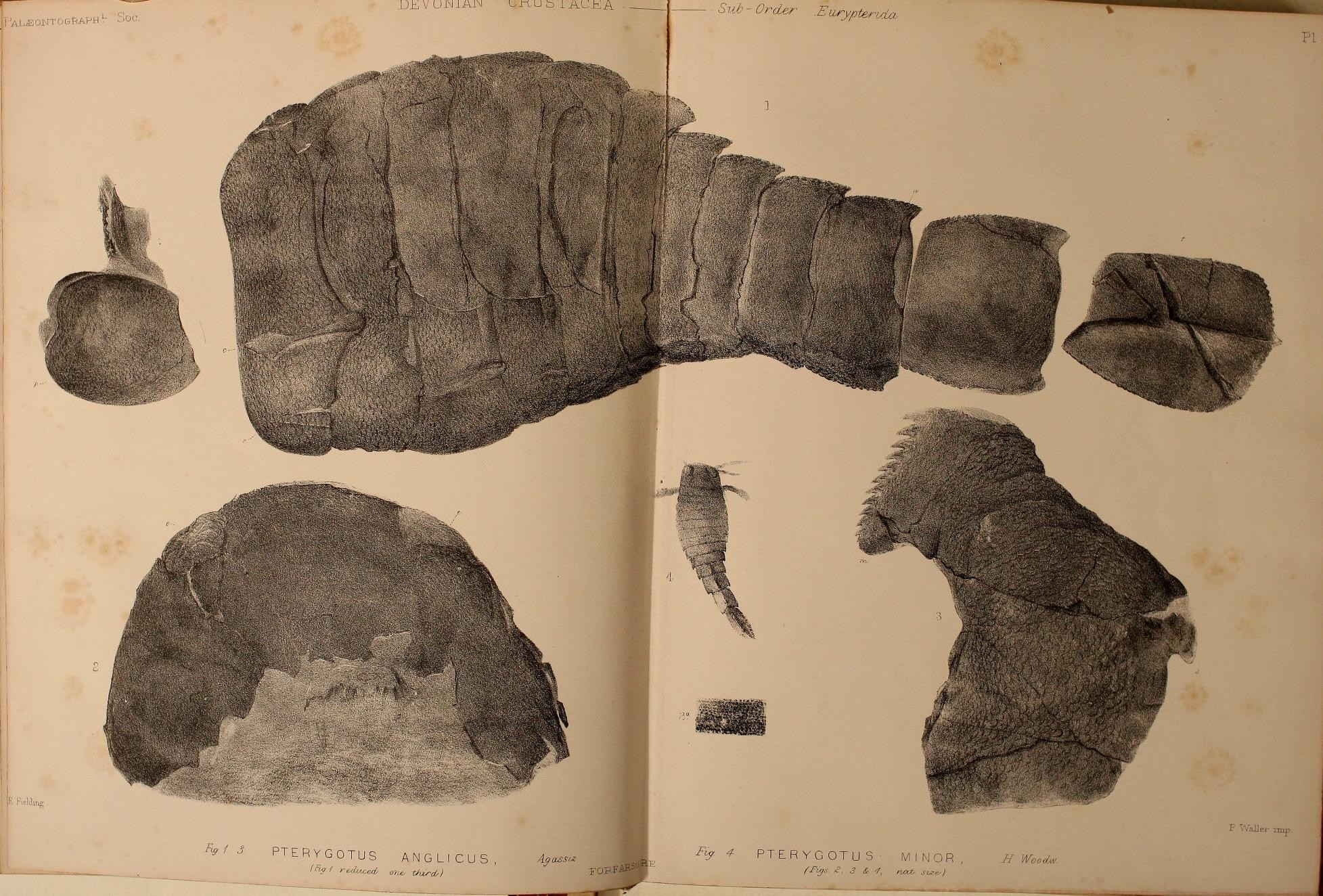
プテリゴトゥスの後体の腹面（上）、下層板（左上）、背甲（左下）と遊泳脚の基節（右下）
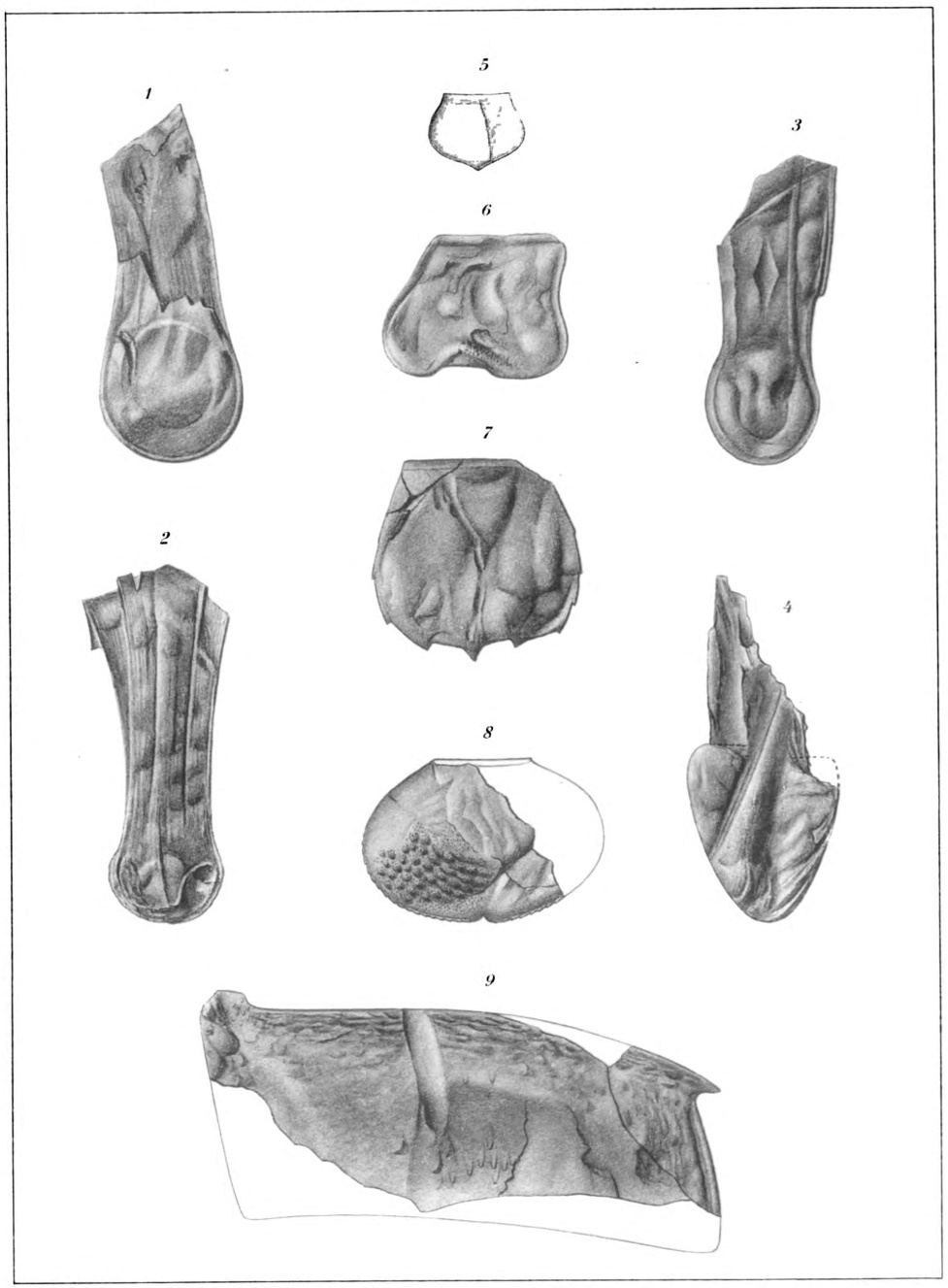
プテリゴトゥスの type A 生殖肢（左右の列）
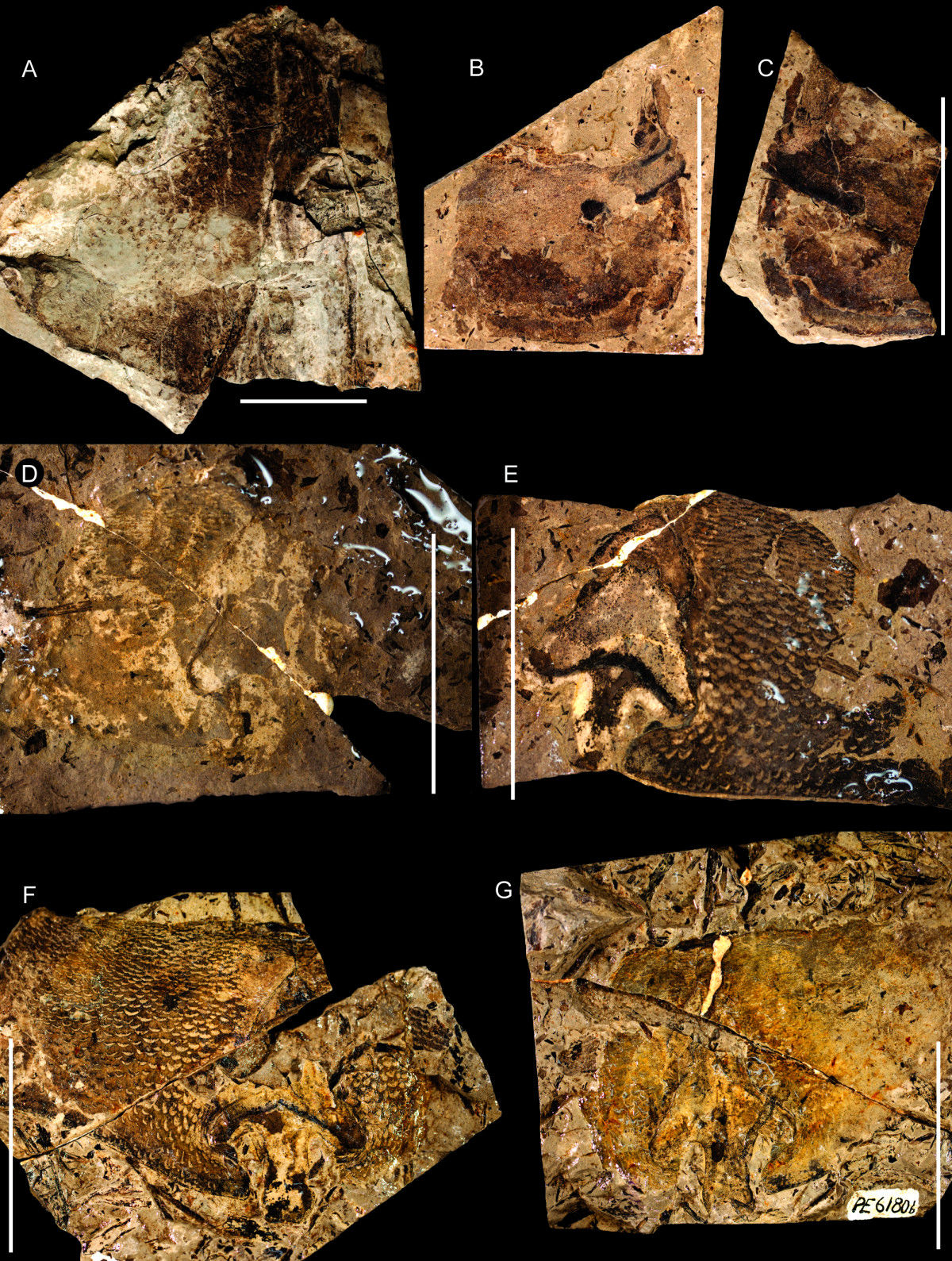
イェーケロプテルスの生殖口蓋（A-C: type A, D-G: type B）
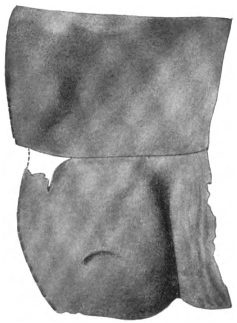
エレトプテルスの最終体節と尾節

12節の背板と1枚の尾節（telson）が見られる後体は縦長く、前後の幅の変化は滑らかで、はっきりとした中体と終体（前腹部と後腹部）の区分はない。第5脚の間に差し込んだ腹面の下層板（metastoma）は楕円形もしくは倒卵形で、前端が内側に凹む。
Diploperculata下目のウミサソリ類の共有形質として、下層板と第5脚の直後にある生殖口蓋（genital operculum）は、前端の短縮した部分（anterior opercular plate）はなく、節の境目が見当たらないほど融合した蓋板由来の部分（median opercular plate, posterior opercular plate）のみ含まれる。生殖口蓋の中央にある生殖肢（genital appendage）は他のウミサソリ類の分節したものとは異なり、本群の生殖肢は雌雄とも途中に分節がない。生殖肢の二形のうち type A はへら状/棍棒状/スプーン状、type B は楕円形/ひし形/ダイアモンド状/洋梨状。
尾節は横に広げ、へら状に特化した。背側中央に隆起線が走り、これが1枚の垂直のへらに発達したものもある。尾節末端は属によって内側に凹む（尾節全体が二葉状、エレトプテルスに特有）もしくは棘状に尖る（それ以外）。尾節直前の最終体節（pretelson）も、それにあわせて横幅を多少広がり、背側の正中線も往々にして隆起する。

## 大きさ

ダイオウウミサソリ科の各属における体長最大記録（左からシウルコプテルス、エレトプテルス、プテリゴトゥス、アキュティラムス、イェーケロプテルス）

本群のウミサソリ類は体長1m以上に及ぶ大型種が多く、小さくも十数から数十cm程度に当たる。既知最大の記録はイェーケロプテルスの約40cmに及ぶ鋏角の断片化石標本 PWL 2007/1-LS から換算したもので、その持ち主の体長はおよそ2.5m（伸ばした鋏角まで加算すると全長3m以上）であったと推測される。これはウミサソリとして最大で、それを上回るアースロプレウラが2021年に記載されるまででは史上最大の節足動物として知られていた。
本群はこれほどの巨体になれるのは、軽量化した平たい体型と遊泳性の生態（後述）に関与すると考えられる。これは重厚な体型と歩行性の生態をもつとされ、体の質量的最大級のウミサソリを含んだヒベルトプテルス科（Hibbertopteridae）とは対照的である。

## 生態
パドル状の遊泳脚や強大な鋏角をもつことにより、ダイオウウミサソリ科のウミサソリ類は、全般的に遊泳性で獰猛な捕食者であったと考えられる。両前端の大きな複眼で立体視ができており、短く特化した第1脚は、感覚や摂食を補助していたと考えられる。一部のデボン紀の種類が汽水域に近い所に進出した可能性もあるが、本群は全般的に海棲であったと考えられる。

### 遊泳
ほとんどのウミサソリ亜目のウミサソリ類と同様、ダイオウウミサソリ科のパドル状に特化した第5脚は、水中を泳ぐのに用いられた遊泳脚と考えられる。ウミサソリ亜目をも含め、ウミサソリ類の中で陸上活動できたと思われる例はいくつか挙げられるが、ダイオウウミサソリ科に関しては体型が完全に遊泳性に適しており、華奢な脚で歩行するのはほぼ不可能であったと考えられる。ウミサソリ類の遊泳の前進力に関しては推進力（遊泳脚を櫂のように動かす）と揚力（遊泳脚を鳥類の翼や昆虫の翅のように動かす）の2説に分かれているが、本群に関しては大きな体と小さな遊泳脚をもつことにより、推進力より揚力で前進した方が効率的であったと考えられる。
なお、本群は遊泳脚の他に、尾節が遊泳行動に関与するようなへら状に特化し、その機能が議論の的となっている。Kjellesvig-Waering 1964 では、本群は尾節をクジラの尾鰭のように推進器として用いて、それを動かすように後体を上下にうねりながら推進し、遊泳脚でバランスを維持すると考えられた。しかし、本群を含めてウミサソリ類全般の後体は、体節間の高い上下可動域に必要である厚みや幅広い節間膜を欠くに加えて、強力な筋肉の存在を示唆する内突起も見当たらず、前述のような動作は考えにくく、尾節が推進器であった可能性も低い。また、本群は既に遊泳器官とされる遊泳脚があり、尾節で推進することは必ずしも必要ではない。
Plotnick & Baumiller 1988 では、本群の尾節の復元模型に対する生物力学的分析が行われる。その尾節は中央の隆起をもつことにより、推進力を生じる鰭として不向きで、むしろ舵のようにステアリングの機能に向いていることが示唆される。本群はこのような尾節を利して、機敏に水中を泳げ、急速の方向回転をもできたと考えられる。Braddy 2023 では、本群のその巨と小さな遊泳脚で高速に泳ぐのは難しいとされ、遊泳性であるがそれほど活発ではなかったと考えられる。

### 鋏角と採餌

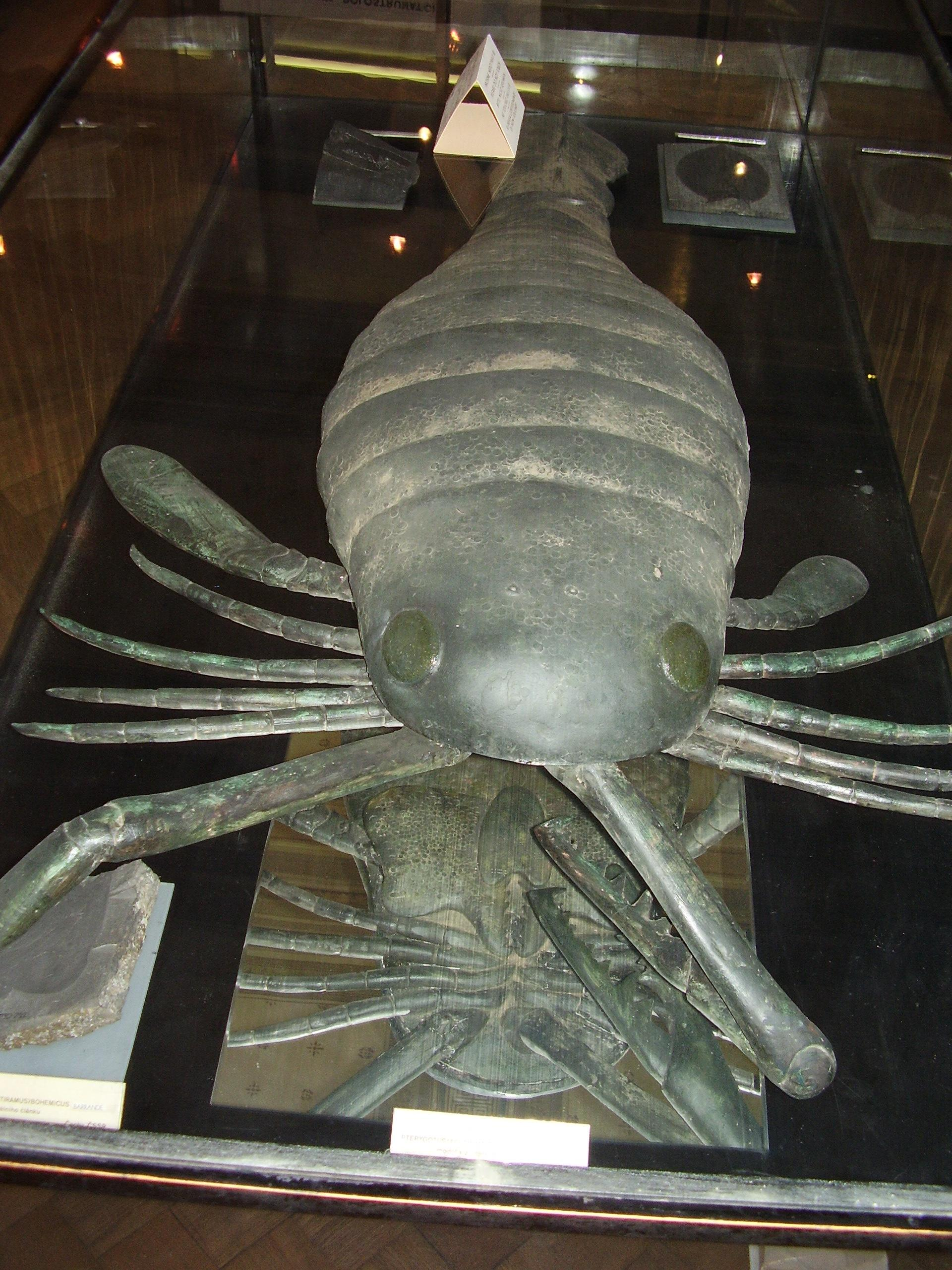
ダイオウウミサソリ科の1種の復元模型。画像右側の鋏角は鋏を折り畳んだ姿勢で復元される（第1-4脚は旧復元）。

本群の強大な鋏角は幅広い可動域をもち、付け根の関節によって全体を左右と腹面に大きくスイングすることや、ねじるように回転することができたと考えられる。
本群の鋏角の柄部を鋏より遥かに長く2肢節があると解釈した Kjellesvig-Waering 1964 では、その柄部が鋏より長いものの途中の関節によって折り曲げて、鋏に捕まえられる餌を直接に口まで届ける（逆にいうと、その長い柄部は途中に分節がなければできない）と考えられた。Selden 1984 では Kjellesvig-Waering 1964 に「柄部前半部の肢節」と解釈された部分が内骨格と見直されることで柄部と鋏の長さはほぼ同じとなり、柄部と鋏の関節を180度ほど折り曲げて、鋏に捕まえられる餌をそのまま口や直後の脚まで届けたと考えられる。また、柄部と掌部に収まる腱は構造の違いによって、それぞれ素早い動きと強力な把握力に適した筋肉に連結していたとされる。これにより、本群は遊泳する時に鋏角を折り畳み、餌を捕獲しようとする瞬間で柄部と鋏の関節を素早く展開し、先端の鋏でそれを確保できたと考えられる。一方、Bicknell et al. 2023b の再検討では柄部が鋏より長いとされるが、同時に第1-4脚が従来の復元より前方に集約するとされるため、鋏が直接口に届かないものの、これらの脚で鋏から餌を口へと運んでいた考えられる。

### ニッチ

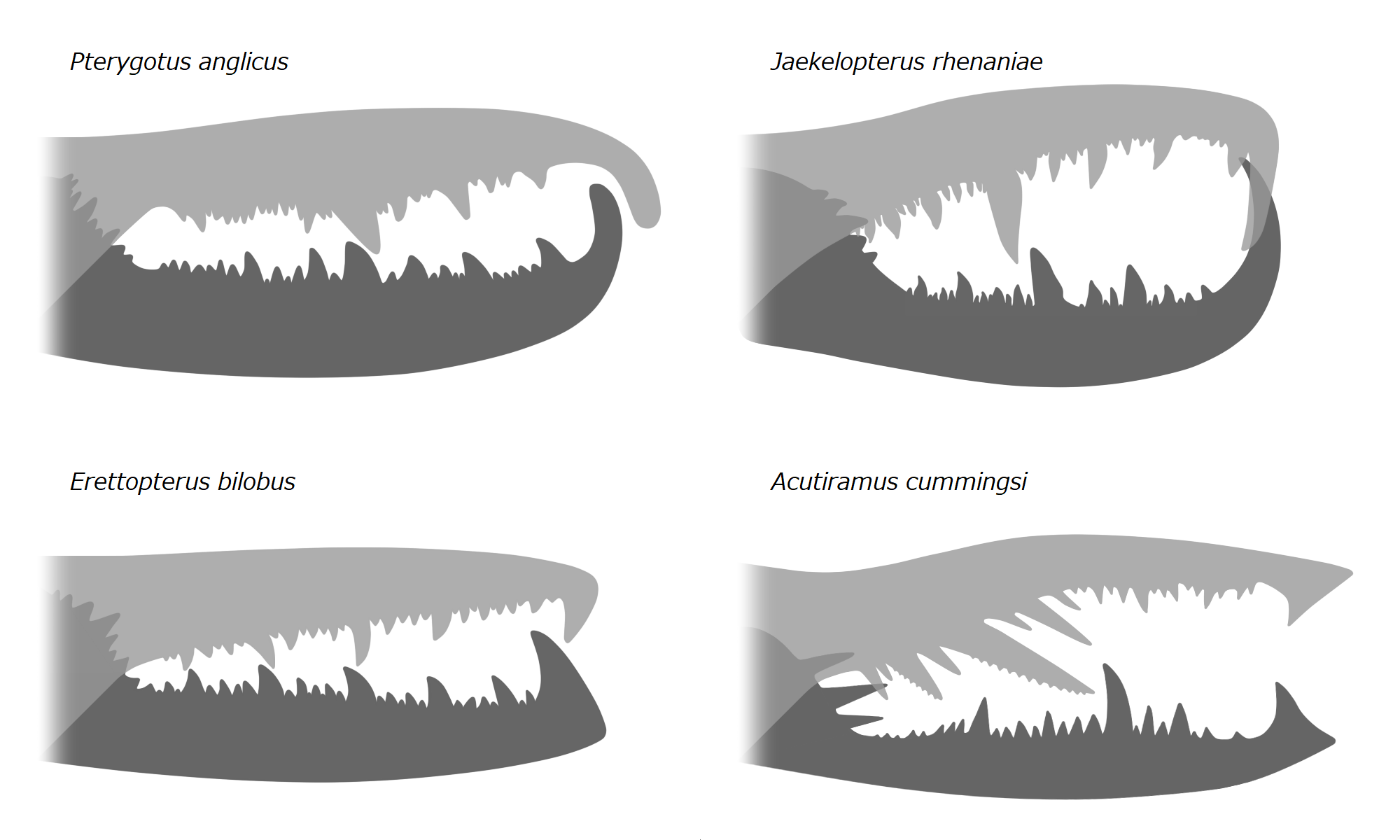
プテリゴトゥス（左上）、イェーケロプテルス（右上）、エレトプテルス（左下）、およびアキュティラムス（右下）のそれぞれの鋏角の指

ダイオウウミサソリ科の各属は一見お互いにほぼ共通の姿をしており、長らく全般的に機動性が高く、特定の獲物（主に魚類）に向けて高度に特化した上位捕食者と考えられた。しかし本群は必ずしもそうとは限らず、種類によってはジェネラリスト的な捕食者や待ち伏せ捕食者/腐肉食者まで多岐にわたり、それぞれが異なるニッチ（生態学的地位）に収まっていたと思われる。これは各属での鋏角と複眼の相違点によって示唆される。
複眼の個眼数と隣接する個眼の光軸間の角度（interommatidial angle、略してIOA）の比率という、節足動物の視力とニッチを区別するのに使われる数値を本群に応用し、そのニッチを推測した研究は主に Anderson et al. 2014 と McCoy et al. 2015 の2つが挙げられる。Anderson et al. 2014 では、ウミサソリとして本群のアキュティラムスと別系統のユーリプテルスの数値が比較され、本群は全般的にアキュティラムスのように、活動的な捕食性に不向きであったと考えられた。しかし McCoy et al. 2015 と Bicknell et al. 2022 では、さらに多くの種類や鋏角の構造まで分析対象とされ、以下の結論を出していた。
イェーケロプテルス：
この大型属（最大2.5m）の複眼は、低いIOA値（1°を超えない）と多数（3,000 - 4,000前後）の個眼をもち、活動的で優れた視覚をもつ現生の捕食性節足動物の値に近い。その鋏角は頑強で顕著に特化した歯があり、カニの鋏脚やサソリの触肢のように強い把握力と粉砕力に特化したことを示唆する。これらの属は従来の推測通り、優れた視覚に頼る活動的な捕食性に特化した捕食者であったと考えられる。
プテリゴトゥス：
McCoy et al. 2015 ではイェーケロプテルスと同様なニッチを占めたとされるが、Bicknell et al. 2022 では後述のエレトプテルスと似たジェネラリストなニッチを占めたとされる。
エレトプテルス：
この中型属（1mを超えない）の複眼は、やや高いIOA値（1°以上）と多数（4,000前後）の個眼をもち、中間的な視力にあることを示唆する。この数値はユーリプテルス（IOA値1°以上、個眼数3,000 - 6,000以上）とスリモニア（IOA値1.5°前後、個眼数4,000前後）に近い。鋏角の歯は同科の別属より均一で、可動指の先端が二股状になった場合もあり、これは特定の摂食方法にこだわらない特徴と考えられる。本属（およびユーリプテルスとスリモニア）は捕食者であったものの、ジェネラリストで、プテリゴトゥスとジェケロプテルスほどには特化していなかったと考えられる。
アキュティラムス：
この大型属（最大2m）の複眼は、高いIOA値（約1.5° - 3°）と少数（1,000前後）の個眼をもち、比較的に低い視力にあることを示唆する。本属の鋏角はやや華奢で不動指に鋸歯状の長い歯をもち、柔らかい物を削るもしくは切断する機能に適したとされる。本属は視力・鋏角の機能とも前述の属とは大きく異なり、優れた視力と高い機動性を依存しないニッチ（夜行性で待ち伏せ捕食性もしくは腐肉食性）に収まっていたと考えられる。
また、本群の中で視力が低いとされるアキュティラムスだが、そのIOA値と個眼数は小型の個体ほど同科の別属に近い（IOA値が低く、個眼数が多くなる）。そのため、ダイオウウミサソリ科のそれぞれの属は、おそらく幼生では似た視力をもち、成長に連れて段々と各自のニッチに向く特徴を発達させたと考えられる。一方、Braddy 2023 では前述した機動性を踏まえて、本群は全般的に待ち伏せ捕食者であった可能性を示される。

## 分布
ウミサソリ類の中で、ダイオウウミサソリ科は最も広い分布域をもち、また唯一に広域分布する科でもある。化石標本は主に北アメリカ大陸とヨーロッパの堆積累層から多く発見され、南アメリカ大陸・アフリカ大陸・オーストラリア・アジアからも本科の発見例がいくつか報告されている。本群が生息した間ではほとんどの大陸は大きく離れたため、高い遊泳能力で分布域を広げたと考えられる。

## 分類

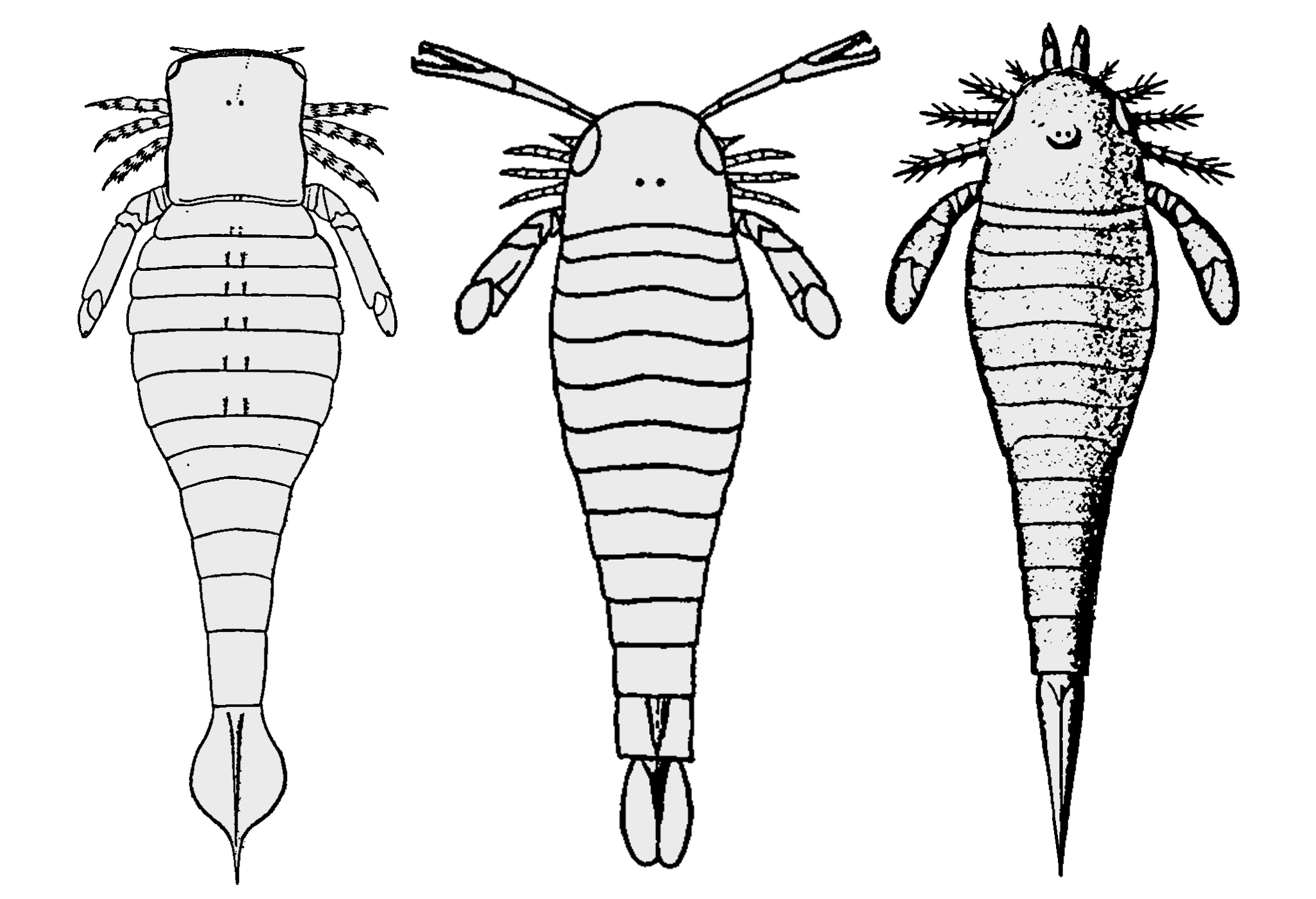
スリモニア科のスリモニア（左）、ダイオウウミサソリ科のエレトプテルス（中）、およびミラーウミサソリ科のフグミレリア（右）

ウミサソリ類の中で、ダイオウウミサソリ科はミラーウミサソリ科（Hughmilleriidae）やスリモニア科（Slimonidae）と共にプテリゴトゥス上科（Pterygotioidea）に分類され、複眼が背甲の両前端に配置されることを共有派生形質とする。それ以外では、ミラーウミサソリ科は背甲から出せるほど発達した鋏角、スリモニア科は長い棘を欠く脚とへら状の尾節が本群に似ている。ミラーウミサソリ科を本科の姉妹群とする説もあったが、スリモニア科の方が本科の姉妹群として広く認められる。更に前端の短縮した部分を欠く生殖口蓋を共有派生形質とし、本上科はハリウデウミサソリ上科（Mixopteroidea）・Waeringopteroidea上科・トゲウミサソリ上科（Adelophthalmoidea）と共にDiploperculata下目にまとめられ、その中でトゲウミサソリ上科は本上科の姉妹群と考えられる。

### 下位分類
ダイオウウミサソリ科の単系統性は広く認められ、これは強大な鋏角・単調な第1-4脚・分節のない生殖肢など数々の独特な共有派生形質に支持される。また、ダイオウウミサソリ科は種数が最も多く記載されたウミサソリ類の科の1つであり、2022年現在では47種（Dunlop et al. 2020 の46種+Ma et al. 2022 の新種1種）が次の6属に分類される。
- ダイオウウミサソリ科[3] Pterygotidae（シルル紀 - デボン紀）（=イェーケルウミサソリ科[3] Jaekelopteridae）
  - アキュティラムス[4]（アクチラムス）属 Acutiramus（7種、シルル紀 - デボン紀）
  - シウルコプテルス[4]属 Ciurcopterus（2種、シルル紀）
  - エレトプテルス（エレットプテルス[4]）属 Erettopterus（17種[34]、シルル紀 - デボン紀）（=Truncatiramus）
  - イェーケロプテルス（ジェケロプテルス[4]/ヤエケロプテルス[37]）属 Jaekelopterus（2種、デボン紀）
  - ネクロガンマルス属 Necrogammarus（1種、シルル紀）
  - プテリゴトゥス（プテリゴートゥス[37]）属 Pterygotus（18種、シルル紀 - デボン紀）（=Curviramus）

なお、その中で多くの種は断片的な化石標本を基に記載されたため、この種数は過剰に細分される可能性があり、系統解析がなされるほどよく知られるものも10種ほどしかない。本科の中で基盤的とされるシウルコプテルスは、第1-4脚がスリモニア科を思わせる鋸歯をもち、これはダイオウウミサソリ科とスリモニア科の祖先形質と考えられる。アキュティラムスとイェーケロプテルスは複数の系統解析において最も派生的で姉妹群とされるが、これは間違ったデータに基づいたものであり、アキュティラムスはプテリゴトゥスとイェーケロプテルスより基盤的だった可能性もある。
アキュティラムス、シウルコプテルス、エレトプテルスとイェーケロプテルスはいずれも伝統的にプテリゴトゥスに分類された種を含めている（プテリゴトゥス#別属に再分類された種を参照）。イェーケロプテルスはかつて基盤的とされ、独自にイェーケルウミサソリ科（Jaekelopteridae）として区別される経緯すらあったが、これはイェーケロプテルスの生殖肢が原始的な3節に分かれるという誤解釈に基づいた判断である。後にその生殖肢は本群の別属と同様に分節を欠くと判明し、再び本科に分類されるようになり、系統解析にも派生的な位置を付けられる。ネクロガンマルスは重要な同定形質をもたない断片化石のみによって知られるため、本科の既知種に同種の可能性がある。
シウルコプテルス属は鋸歯のある脚、エレトプテルス属は二葉状の尾節で明確に本科の別属から区別できる。プテリゴトゥス属、アキュティラムス属とイェーケロプテルス属は主に鋏角と尾節の形態を基に区別されるが、属の同定形質としての有効性は Lamsdell & Legg 2010 に疑問視され、この3属は同属（プテリゴトゥス属としてまとめられる）の可能性が提唱される。特にその鋏角の形態は該当種の系統より生態に直結しており、単系統性を反映しない可能性があるに加えて、同種においても成長段階によって相違点が表れる。イェーケロプテルス属は三角形の尾節で区別されるが、これはプテリゴトゥス属とアキュティラムス属における尾節のバリエーションに含める形に当たる。これらの属の単系統性は、それぞれの属による複数の種を含んだ系統解析で検証する必要がある。

## 研究史

### 発見初期（19世紀前半）
ダイオウウミサソリ科のウミサソリ類の化石は、最初ではスコットランドの石切り工に発見され、体表の鱗状突起から彼らに「熾天使」（seraphims）と呼ばれていた。1839年、本群の化石標本はスイス生まれのアメリカ古生物学者ルイ・アガシー（Louis Agassiz）に魚類と誤認されたが、1844年で同氏にウミサソリ類の節足動物だと判明し、正式に記載された。
なお、19世紀中期から20世紀中期まで、本群は長らくプテリゴトゥス属（Pterygotus）のみに分類されており、21世紀までの間に数多くの再分類が行なわれていた。

### 属内の細分化、科の創設（19世紀後半~20世紀前半）

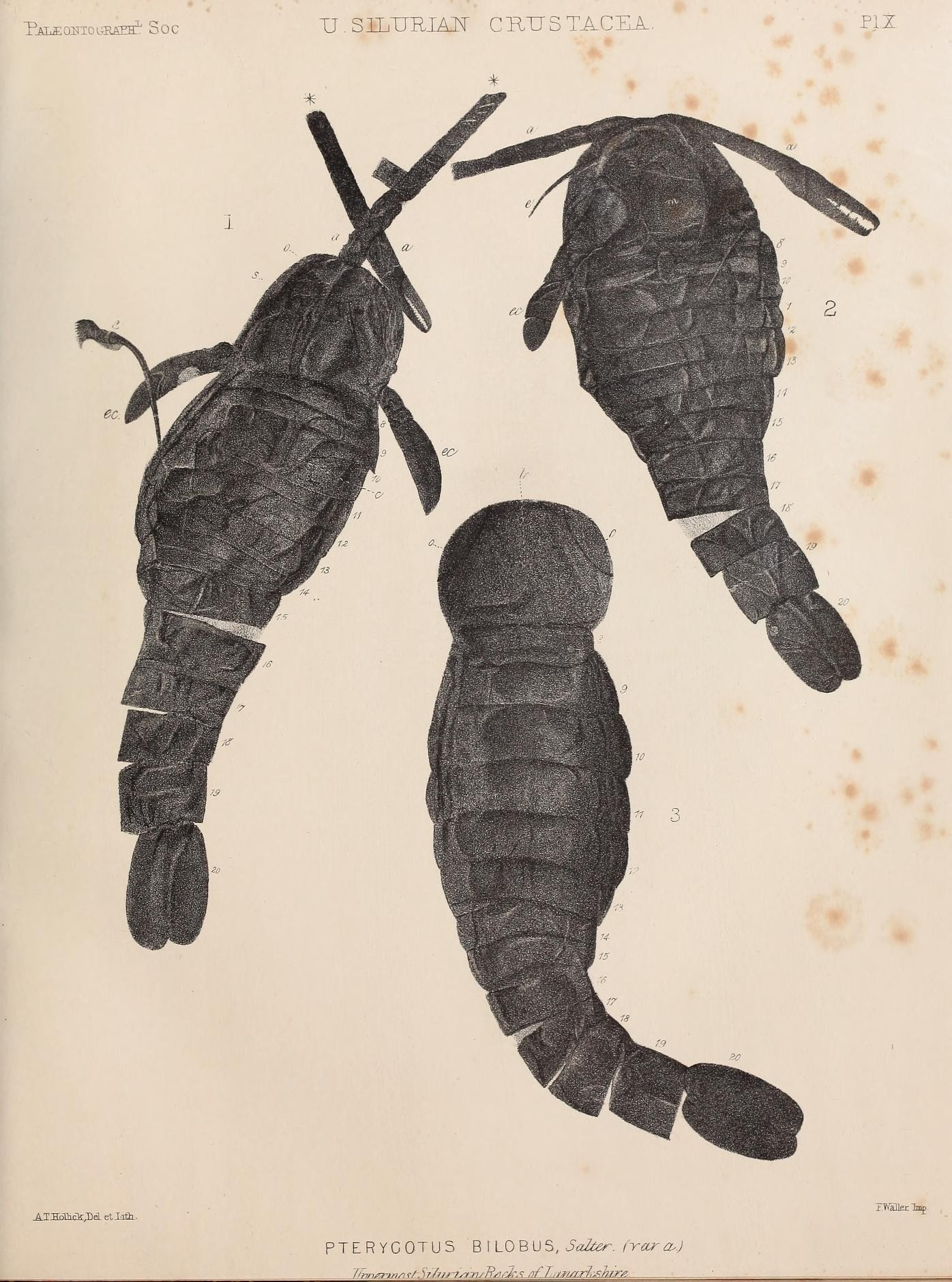
1878年の書籍に描かれたエレトプテルス Erettopterus bilobus の化石の解釈図。当時ではプテリゴトゥス属の1種 Pterygotus bilobus として記載された。

本群は Salter 1859 によって細分化され始め、プテリゴトゥス属の中で、二葉状の尾節をもつ種類はエレトプテルス亜属（Pterygotus (Erettopterus)）、残りの種類はプテリゴトゥス亜属（Pterygotus (Pterygotus)）という1属2亜属として区別された（前者は最初では Salter 1856 にHimantopterus属と命名されたが、この学名は当時では既に別生物の属名として使われるため、無効のホモニムになった）。ダイオウウミサソリ科（Pterygotidae）は Clarke & Ruedemann 1912 によって創設されたが、当時は本群の種類だけでなく、スリモニア属（Slimonia）、フグミレリア属（Hughmilleria）とHastimima属も内包され、Størmer 1934a ではGrossopterus属まで本群に追加された。
鋏角先端の相違点に基づいて、 Ruedemann 1935 は本群にアキュティラムス亜属（Pterygotus (Acutiramus)）とCurviramus亜属（Pterygotus (Curviramus)）を追加し、合計1属4亜属に細分させた。しかし、Størmer 1936 はこの分類体系を採用せず（従来通り1属2亜属）、Prantl & Přibyl 1948 はその中のアキュティラムス亜属のみを採用していた（1属3亜属）。Kjellesvig-Waering 1951 はスリモニア属、フグミレリア属、Hastimima属とGrossopterus属を本群から除外し、Størmer 1955 はこの分類体系と Prantl & Přibyl 1948 の1属3亜属体系をあわせて採用していた。

### 新しい属の創設、科の変動（20世紀後半~21世紀）

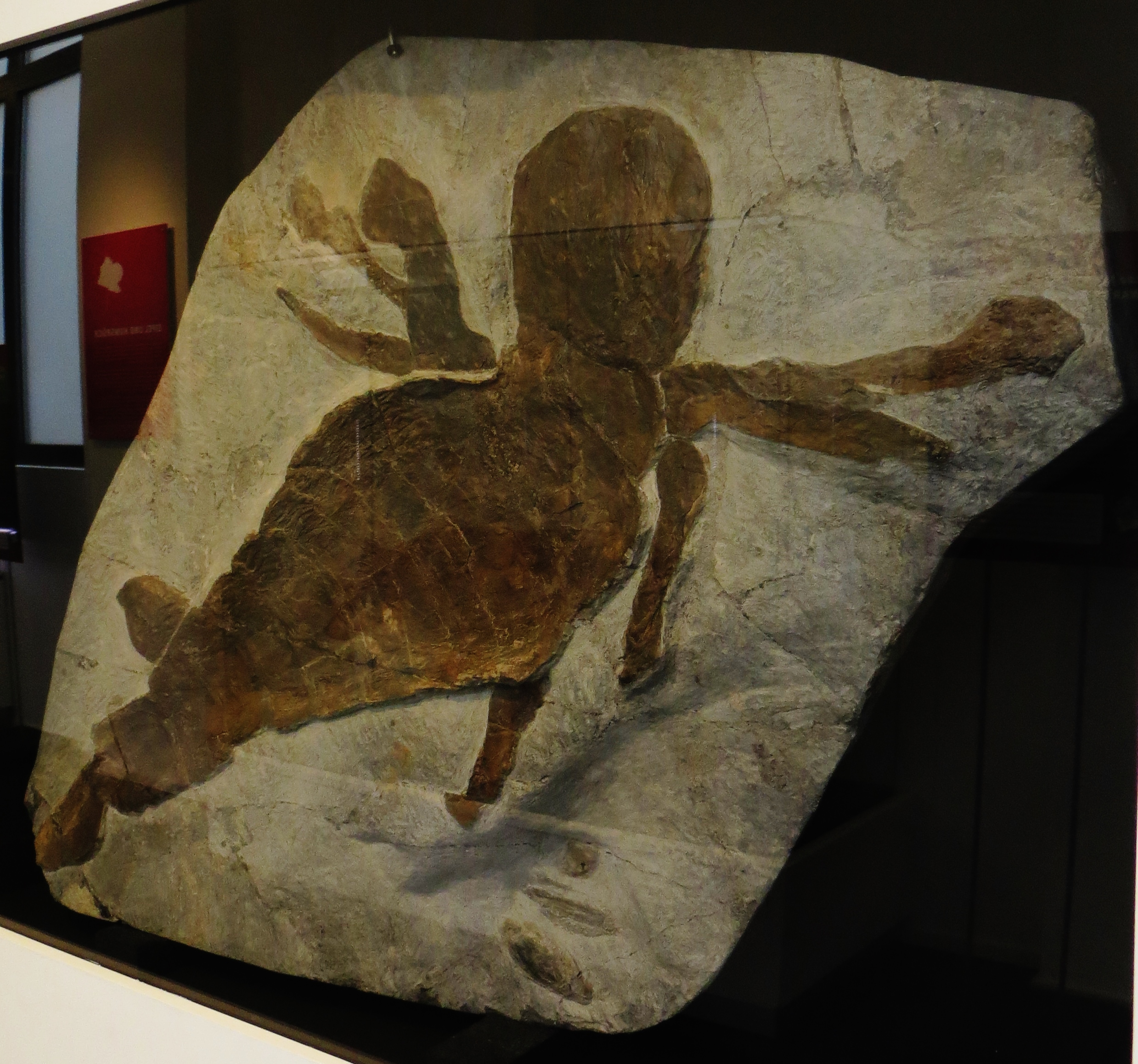
イェーケロプテルスの化石標本

プテリゴトゥスとエレトプテルスは Kjellesvig-Waering 1961a で属階級に昇格され、前者はプテリゴトゥス亜属とアキュティラムス亜属、後者はエレトプテルス亜属（Erettopterus (Erettopterus)）とTruncatiramus亜属（Erettopterus (Truncatiramus)）を含め、合計2属4亜属に細分され、Kjellesvig-Waering 1964 によって同定形質を更に追加された。Jaekel 1914 に記載され、プテリゴトゥスに分類された Pterygotus rhenaniae は、Waterston 1964 によってイェーケロプテルス属（Jaekelopterus）として区別されるようになった（1科3属4亜属）。
本群は Novojilov 1962 を初めとしてウミサソリ亜目（Eurypterina）に分類されるようになったが、Caster & Kjellesvig-Waering 1964 は本群の発達した鋏角を亜目に値するほど大きな特徴と考え、本群の階級を科から亜目（ダイオウウミサソリ亜目 Pterygotina）へ昇格させ、ウミサソリ亜目から区別された。 Størmer 1974 はこの亜目階級を採用しつつ、アキュティラムスとTruncatiramusを属へ昇格すると同時に、イェーケロプテルス属の生殖肢を原始的な分節があると解釈していた。この相違点に基づいて、イェーケロプテルス属はイェーケルウミサソリ科（Jaekelopteridae）、残りの属は従来のダイオウウミサソリ科に分類された（1亜目2科5属）。
ウミサソリ類の多くの同定形質を定義した Tollerton 1989 も上述の分類体系を踏襲したが、イェーケロプテルス属の生殖肢は Tetlie 2004a の再検証で本群の別属と同じく分節を欠くと判明し、それに連れてイェーケルウミサソリ科は Poschmann & Tetlie 2006 によって廃止された。Truncatiramus属も、後に同定形質がエレトプテルス属の成長段階を表した特徴だと分かり、エレトプテルス属のジュニアシノニムとして廃止された。また、本群をウミサソリ亜目から独立した亜目と扱うのは不適切で、特に2000年代以降の系統解析において本群は常にウミサソリ亜目の派生群として認められる。2007年以降、本群の分類階級は科に戻され、再びウミサソリ亜目に分類されるようになった。
2000年代においても、本群はプテリゴトゥス属から別属に再分類された種がある。例えば Salter 1856 に記載された Pterygotus howelli は Tetlie 2007 によってイェーケロプテルス属の種として再分類されており、それぞれ Ciurca & Tetlie 2007 と Kjellesvig-Waering 1948a に記載された Pterygotus? sarlei と Pterygotus ventricosus は、Tetlie & Briggs 2009 以降では新設したシウルコプテルス属（Ciurcopterus）の種類として区別されるようになった。

### ネクロガンマルスの正体

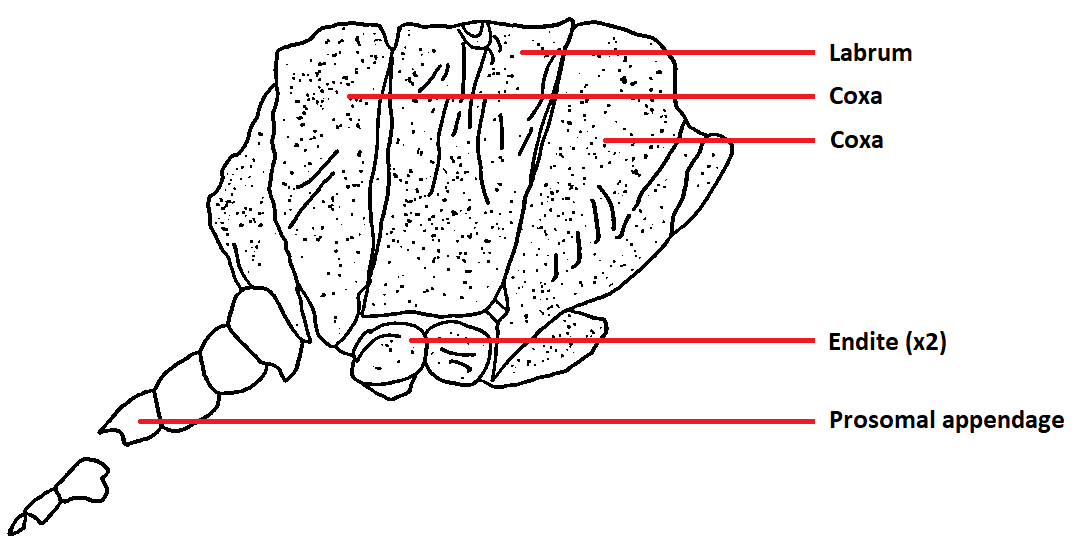
唯一に知られるネクロガンマルスの化石標本 In.43786 の解釈図

In.43786 という1本の関節肢と3枚の板状の外骨格を含んだ断片的な化石標本は、本群のウミサソリ類のみを含む堆積累層から発見されるにもかかわらず、Huxley & Salter 1859 によって「偶然に同じ堆積累層に混ざり込んだ」と解釈され、ウミサソリ以外の節足動物、おそらく甲殻類由来の部分と考えられた。この化石は Woodward 1870 に新属（ネクロガンマルス Necrogammarus）新種（Necrogammarus salweyi）として記載され、端脚類の甲殻類に由来する体節と脚と考えられた。しかしこの見解は後に否定され、複数の文献記載に多足類（もしくはその類縁）由来の部分と考えられた。例えば Peach 1899 はそれをヤスデの重体節（融合した2体節）と脚、Rolfe 1980 と Almond 1985 はそれを多足類と六脚類の原始的な水棲近縁由来と考えていた。
この化石標本は Selden 1986 によって再検証がなされる以降ではウミサソリ類、とりわけ本科由来だとされた。体節に見える3枚の外骨格のうち、左右2枚は顎基のある第1脚（触肢）基節、中央1枚は上唇、その片側にある脚は短い第1脚の基節以降の部分だと示される。なお、この化石標本は本群の同定形質まで保存されないため、独立種ではなく、既知の種に由来する可能性もある。また、その判断基準である、エレトプテルスの上唇-第1脚と同定された化石標本は、後に別科のウミサソリであるスリモニアだと再分類された。

## 進化史
ダイオウウミサソリ科は少なくともシルル紀前期終盤のランドベリ期 - ウェンロック期境界（およそ4億2,800万年前）からデボン紀中期のアイフェリアン期（およそ3億9,100万年前）にかけて、3,700万年ほど生息していた。本群を含んだプテリゴトゥス上科は広い分布域をもつため、起源の地域は判断しにくいが、おそらく近縁のトゲウミサソリ上科と同様、ローレンシア大陸由来のウミサソリ類の系統群であったと考えられる。ダイオウウミサソリ科の多様性はシルル紀後期からデボン紀前期にかけて最高峰に至ったが、後に徐々に衰退し、やがてそれ以降の生息時期から見当たらなくなり、絶滅したと考えられる。

### 魚類の進化との関連性の有無

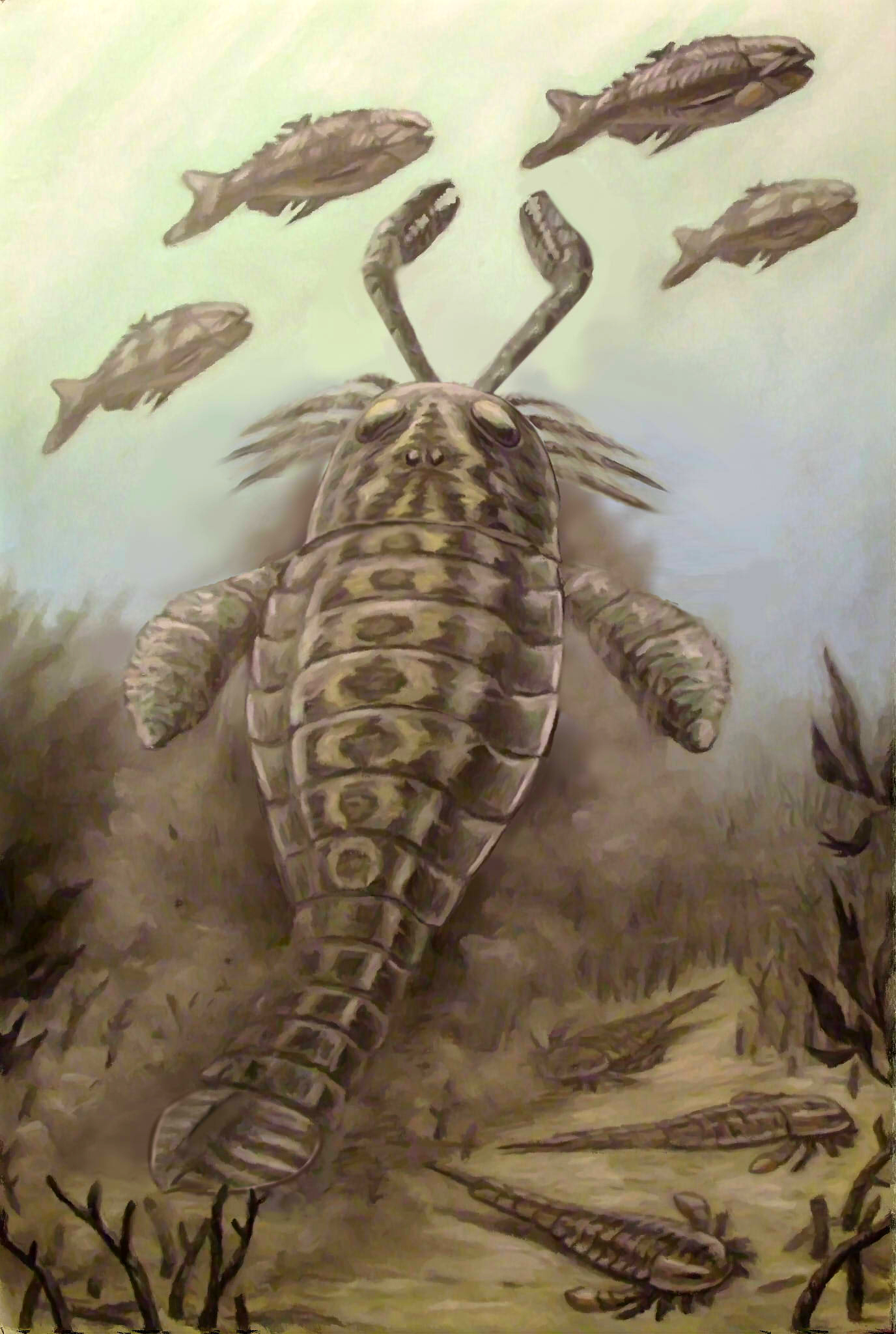
ビルケニアを捕食するプテリゴトゥスの生態復元図

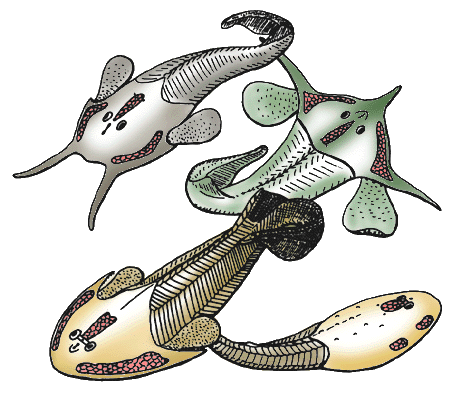
甲冑魚

ダイオウウミサソリ科の多様性の変化は、同じ生息時期の魚類の多様性と対比し、両者の関連性の有無が議論されていた。Romer 1933 では、ダイオウウミサソリ科の多様性の変化は魚類の進化と直接的に関与し、両者は競争していたと考えられた。シルル紀では、ダイオウウミサソリ科の大型種に対して初期の魚類（無顎類）は多くが小型で、本群の獲物になる可能性が高く、特に甲冑魚の硬い表皮は本群の捕食圧から身を守るための特徴だと考えられた。デボン紀前期以降、本群が衰退する同時に魚類の分布域が拡散し、活動的で顎のある大型魚類（板皮類など）も徐々に現れたため、大型魚類は本群のウミサソリ類と競争し、絶滅まで追い払うと推測された。
しかし Romer 1933 の見解は、後に多くの文献に疑わしく見受けられる。その一連の仮説は両者の共存のみを根拠とし、相関関係を示唆する分析や証拠を欠けた叙述に過ぎない。早期の魚類は大きさ的に本群の獲物として充分あり得るが、晩期で両者が競争していた仮説はあまりにも単純で無根拠である。様々なウミサソリ類と化石魚類の共存現象を分析しても、ダイオウウミサソリ科の絶滅と魚類の多様化の相関を支持する証拠が見つからなかった。ダイオウウミサソリ科は確かに魚類の多様化と同じ時期で衰退したが、ウミサソリ類全体的には魚類と同様にデボン紀中期に衰退し、デボン紀後期に再び繁栄し、ペルム紀にまた衰退を迎えていた。Lamsdell & Braddy 2009 ではウミサソリ類の多様性が分類群ごとに分けて分析され、中で本群の衰退は魚類の多様化に相関すると考えられたが、本群は後に McCoy et al. 2015 によって従来の判断より多様なニッチをもつと示され、限れたニッチの絶滅原因としての必然性に疑問を掛けている。